# 2010年宾夕法尼亚州联邦参议员选举民主党初选
2010年宾夕法尼亚州联邦参议员选举民主党初选于2010年5月18日举行，联邦众议员乔·谢斯塔克战胜在任联邦参议员阿伦·斯佩克特（Arlen Specter），为后者的连续5个参议员任期划上句点。初选开始前不久，已经作为共和党人担任联邦参议员达29年的斯佩克特因预计自己会在共和党初选中面临来自帕特·图米的强劲挑战而更换党派，转为加入民主党。谢斯塔克虽然赢得民主党初选，但在普选中还是不敌图米。多位政治观察家和新闻工作者认为，斯佩克特和谢斯塔克之间的这场选战是2010年美国竞争最激烈、并且也是最受关注的初选之一。
民主党领导人起初曾邀请谢斯塔克参选，但斯佩克特变更党派后获得了许多民主党人支持。包括总统贝拉克·奥巴马和宾夕法尼亚州州长埃德·伦德尔在内的多数民主党政坛要人之后都希望谢斯塔克退出竞争，避免伤及斯佩克特在普选中的胜算。前总统比尔·克林顿还邀请谢斯塔克到奥巴马政府任职，条件同样是退出竞选，共和党人得知后对此予以谴责。谢斯塔克拒绝让步，批评斯佩克特调换党派之举完全是为了保住议席，是纯粹的投机主义行径。但是，谢斯塔克的竞选之路走得非常艰难，因为他不但知名度远不及对手，而且除奥巴马、乔·拜登和哈里·瑞德等多位政要外，斯佩克特还拥有包括美国劳工联合会-产业工会联合会和宾夕法尼亚州民主党委员会在内的多个重要组织支持。
竞选期间的大部分时间里，斯佩克特的支持率都超过谢斯塔克20%以上，但这一差距在最后一个月里显著缩小，谢斯塔克此时将资金和精力集中在电视广告上，质疑斯佩克特是否真的忠于民主党。随着竞选渐趋白热化，斯佩克特对谢斯塔克的攻势也越来越猛烈，指责对方在联邦众议院的出席率太低，手下工作人员所获报酬也没有达到美国最低工资标准，甚至在美国海军任职期间还要求下属持续工作，时间长到不合理的程度。多位政治观察家指出，谢斯塔克的竞选广告对他最终获胜起到重要作用，全美范围内的政治环境向有利于共和党的方向发展，还变得对在任议员不利，这都严重伤害了斯佩克特的胜算。

## 背景

### 克里斯·马修斯考虑参选

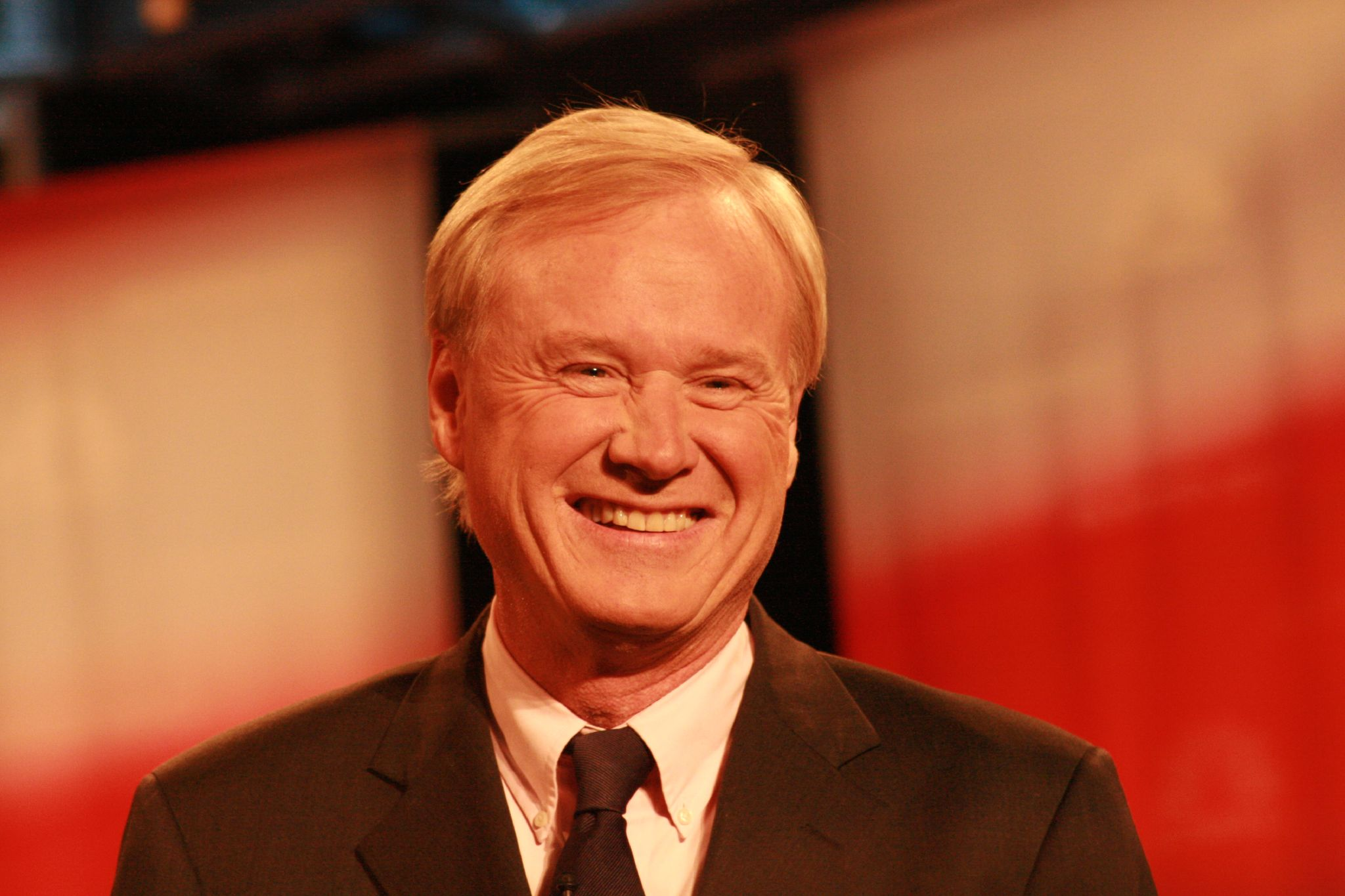
多份媒体报道称，MSNBC新闻评论员克里斯·马修斯曾考虑参加民主党初选。

从2008年4月开始，越来越多的媒体报道中猜测，频道节目《克里斯·马修斯的恶战》（Hardball with Chris Matthews）的主持人兼新闻评论员克里斯·马修斯（Chris Matthews）有可能参加2010年宾夕法尼亚州联邦参议员选举的民主党初选，争夺阿伦·斯佩克特（Arlen Specter）的议席。马修斯在接受《纽约时报杂志》（The New York Times Magazine）采访时称，他觉得斯佩克特已经在参议员位置上坐了太长时间，但竞选参议员又需要他放弃自己深爱的事业。报道作者马克·莱博维奇（Mark Leibovich）在文章中写道：“马修斯近来对宾夕法尼亚州特别痴迷，无论是工作期间还是下班后，都会把时间投入到该州即将到来的民主党初选中，而且还同该州党派机构保持密切联系。”4月14日，马修斯在《科尔伯特报告》上亮相，令有关他参与竞选的猜测愈越愈烈。主持人史蒂芬·科拜尔询问马修斯是否的确有意参选，催促他发表公开声明，马修斯以此回应：“你有没有想过自己这一生想要做些什么？……长大之后，有些孩子想当消防员。我想当参议员，但是我必须处理这些需要面对的事。”面对媒体施压，马修斯拒绝对是否参选给出直接答复，而且也没有否认参选的可能性。
10月，瑞银集团投资银行总裁罗伯特·沃尔夫（Robert Wolf）为总统候选人贝拉克·奥巴马举办晚宴募捐活动，马修斯是否加入竞选一事再度成为话题。马修斯之后在接受《纽约时报》采访时称，有许多人都就此问过他，但他从未明确表示自己会参选。11月28日，哈里斯堡的《爱国者新闻报》（The Patriot-News）报道称，马修斯该周曾与宾夕法尼亚州民主党主席T·J·鲁尼（T.J. Rooney）和执行总监玛丽·艾森霍尔（Mary Isenhour）碰面，探讨参选竞争斯佩克特议席的可能性。艾森霍尔在接受采访时表示，马修斯这时既没有组建竞选委员会，也没有开始筹资，她觉得马修斯这时应该还没有对是否参选下定决心。艾森霍尔还补充：“他在已经有了非常好的工作，我觉得他在下定决心以前会需要好好考虑一阵。”《爱国者新闻报》的报道发表当天，政治博客（简称“538”）报道称，马修斯已经同潜在竞选工作人员面谈，对此马修斯坚决否认。
随着猜测马修斯是否参选的报道越来越多，包括希拉里·罗德姆·克林顿2008年总统竞选前发言人菲尔·辛格（Phil Singer）在内的多人对马修斯提出批评，认为他不应该在担任新闻播报员的同时，还公然为政治竞选造势。辛格认为，马修斯应该辞职或暂时停职，直至做出是否参选的决定为止。2008年间，马修斯花了大量时间同宾夕法尼亚代表和主要民主党筹款人会晤，给猜测他是否参选的报道火上浇油。马修斯同宾夕法尼亚州州长埃德·伦德尔就可能的竞选有过探讨，理论性竞选民调结果表明他只落后于斯佩克特3个百分点。但到了2009年1月7日，马修斯告诉《克里斯·马修斯的恶战》栏目组的同事，他不会竞选联邦参议员，所有的猜测至此告一段落。包括《纽约时报》和《华盛顿邮报》在内的多份媒体报道称，马修斯同之前签订的合约会在2009年6月到期，这次所谓的考虑参选实际上不过是为了在新合约中获得更高薪酬而采取的战术。

### 阿伦·斯佩克特转换党派

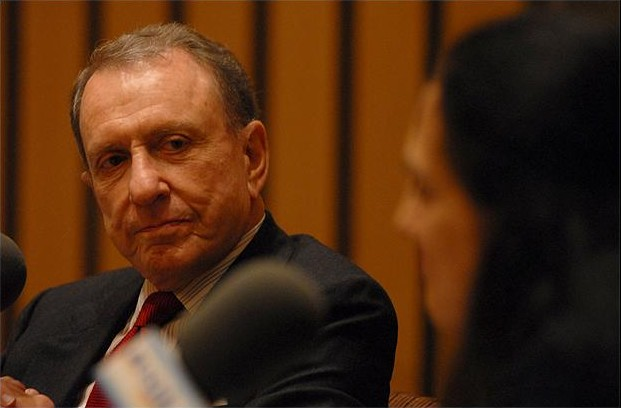
长期担任联邦参议员的共和党人阿伦·斯佩克特在本次初选前调换党派成为民主党人，这一定程度上是因为他自认赢得共和党初选的希望太小。

早在2008年时，已经4度连任的宾夕法尼亚州共和党联邦参议员阿伦·斯佩克特就明确表示有意再度竞选连任。2004年参议员选举期间，斯佩克特面临保守派帕特·图米的强烈挑战，最终虽赢得初选，但优势非常微弱，这次图米的来势更加猛烈，特别是宾夕法尼亚州共和党的保守派系还发誓一定要让斯佩克特在即将到来的初选中败兴而归。包括副总统乔·拜登、州长伦德尔在内的部分知名民主党人公开表示，只要斯佩克特转投民主党，他们愿在筹款方面助一臂之力，以此鼓励他转换党派。2009年3月，昆尼皮亚克大学民意调查中心经民调发现，斯佩克特在共和党初选选民中的支持率仅有27%，远不及图米的41%，这很大程度上是因为选民对斯佩克特支持奥巴马总统提出的《2009年美国复苏与再投资法案》感到忧虑。随着宾夕法尼亚州初选日期逐渐逼近，民调结果显示斯佩克特也无法得到温和派和民主党选民的支持。昆尼皮亚克大学民意调查中心副主任克莱·理查兹（Clay F. Richards）针对民调结果表示：“宾夕法尼亚州的共和党人对参议员斯佩克特投票支持贝拉克·奥巴马总统经济刺激政策和所谓猪肉桶支出方案的做法是如此不满，为此甚至准备把票投给他们几乎一无所知的前联邦众议员”。
2009年3月，《国会山报》在报道中引述斯佩克特的话，称他正考虑退出共和党，以独立候选人身份争取连任。但是，斯佩克特很快又否认了这一说法，他于3月18日宣布：“为了消除任何疑虑，我是共和党人，我也会在2010年以共和党人身份作为共和党候选人竞选连任”。但到了2009年4月28日，斯佩克特又宣布自己决定脱离共和党，转投民主党，因为他对共和党朝日趋保守的方向前进感到不满，还发现自己的个人哲学与民主党更加接近。虽然斯佩克特表示自己主要是因原则而转换党派，但他承认赢得共和党初选的希望渺茫也是他做此决定的原因之一：“我已经前往州内各地，调查宾夕法尼亚州共和党人的情绪，了解民调结果，发现赢得共和党初选的前景非常黯淡。”
联邦参议院多数党领袖哈里·瑞德在斯佩克特转换党派前向他承诺，即便加入民主党，斯佩克特仍然可以保留他在参议院的资历。这一安排令部分民主党参议员感到不快，5月3日，联邦参议院经投票决定不顾瑞德的承诺剥夺斯佩克特的资历。这令斯佩克特突然沦落为参议院中最资浅的民主党议员，导致他在立法方面的影响力严重受限。不过，还是有许多民主党要人赞赏斯佩克特的决定，这其中包括瑞德和奥巴马总统，后者还承诺向斯佩克特的竞选提供支持。共和党则对斯佩克特加以谴责，批评他为了自己的政治前程背叛原则和党派。共和党全国委员会主席迈克尔·斯蒂尔（Michael Steele）称，斯派克特向党派“竖起中指”，他完全是因为自知会输掉选举才做出这一决定。全国共和党参议院主席，联邦参议员约翰·康宁曾是斯佩克特的支持者，他也指责这一决定“代表政治上明哲保身的新高度”。斯佩克特辩称，共和党已经同当年罗纳德·里根总统的设想偏离太远，他还称，“我还不准备让宾夕法尼亚州共和党初选的选民来对我29个年头的联邦参议院纪录指手划脚”。

### 乔·谢斯塔克宣布参选
2008年12月，前美国海军上将、正担任联邦众议员（第2个任期）的乔·谢斯塔克开始同家人商议是否出马竞争民主党联邦参议员提名。民主党参议员竞选委员会主席、联邦参议员罗伯特·曼南德兹于2009年4月主动联系谢斯塔克，希望他能参选，但谢斯塔克这时表示自己对此不是很有意向。2009年4月中旬，开始有媒体报道猜测谢斯塔克的参选可能，这种猜测的热度还在斯佩克特转换党派当天增强。虽然大部分民主党人都对长年担任参议员的斯佩克特表示欢迎，但谢斯塔克却发表声明谴责斯佩克特的决定，称这不过是投机取巧的举动，在做出这样的决定前，斯佩克特应当征求宾夕法尼亚州人民的意见，而不是去和参议院民主党领袖以及首都的政治机构商议。曼南德兹再次联系谢斯塔克，请他不要再和斯佩克特作对，但谢斯塔克拒绝让步。谢斯塔克之后在接受福克斯新闻采访时坚称，自己尚未就是否参选做出决定，但他也拒绝马上表态支持斯派克特，表示自己还需观望一阵。5月3日，谢斯塔克走上的《约翰·金国情咨文》（State of the Union with John King）栏目，在节目中对斯派克特是否能算作真正的民主党人提出质疑，他还称：“我觉得阿伦需要告诉我们的不是竞选中的哪个对手有多厉害……我想知道的是，他到底是为了什么而参选？”
之后的几个月里，谢斯塔克都没有对参选与否做出最后决定。5月4日，他和服务业雇员国际工会主席安迪·斯特恩（Andy Stern）碰头，引起外界猜测他正为竞选争取劳工支持。在此期间，美国国家宪法中心前主席乔·托赛拉（Joe Torsella）已经计划加入对民主党提名的竞争，并且一度宣布斯佩克特调换党派之举不会影响自己参选的决定。但到了5月14日，托赛拉又宣布退出竞争，理由是斯佩克特的决定已经改变了政治格局，他不希望致身于这样一场“可能会掺杂各种相互揭短、个人攻击，更多关注于斯佩克特参议员的过去而不是我们共同未来”的竞选。另据报道，州长伦德尔亲自向托赛拉施压，要求他退出竞争，让斯佩克特可以在没有对手的情况下参选，但托赛拉手下的工作人员否认这一说法。托赛拉退出后，谢斯塔克还是打算参选，并开始争取民主党中类似渐进改革竞选委员会这样更偏向自由主义的派系支持，还开始为“选秀谢斯塔克”竞选活动筹资。谢斯塔克走遍宾夕法尼亚州全部67个县，与多位党派领导人会晤并对包括就业、经验和医疗保险在内的众多议题交换意见，这些经历进一步鼓励了他参选的信心。谢斯塔克表示，许多党派领导人在同他交流的过程中对国家的走向表示严重关切，虽然知名度不足还是他面临的严重问题，但在谢斯塔克看来，许多接触过的人都表示愿意支持他。
5月27日，政治新闻网站谈话要点备忘录（Talking Points Memo，简称）发布谢斯塔克致其他候选人的亲笔信，宣布他有意竞选参议员。谢斯塔克在面对媒体时没有否认这封信的真实性，但表示自己打算在正式决定前再和家人商议。谢斯塔克还向媒体透露，他知道奥巴马总统希望他不要参选同斯佩克特竞争，但他觉得这应该由宾夕法尼亚州的选民而非总统来决定。伦德尔州长也曾公开建议谢斯塔克不要参选，觉得这不但会伤及谢斯塔克的政治前程，还会导致民主党失去谢斯塔克在联邦众议院的议席，甚至降低斯佩克特在普选中的胜算。尽管如此，谢斯塔克还是于2009年8月4日在故乡特拉华县的对外战争退伍军人大堂前发表演出，正式宣布加入民主党提名的竞争。不久，图米发表声明，表示欢迎谢斯塔克加入竞选，称他是“始终如一的自由派，真心相信自己的价值观”，与之相比，他对斯佩克特的评价就不堪得多，称后者是“职业性的政治投机主义者，除了自己的连任外没有任何信念”。

## 候选人
- 乔·谢斯塔克：联邦众议员
- 阿伦·斯佩克特：在职联邦参议员

宾夕法尼亚州众议员威廉·科茨（William C. Kortz）、退休制造商约瑟夫·沃德瓦卡（Joseph Vodvarka）同样加入了民主党初选，但都在竞选过程中退出。科茨的知名度基本局限在宾夕法尼亚州西部地区，他希望能筹得200万美元竞选经费，但只筹得2万美元，因此于2010年1月14日退出竞争。沃德瓦卡来自阿利根尼县，即便是在竞选期间也乏人关注。2010年4月中旬，他因未得获得提名所需要的足够数量居民在呈请上签名而被正式取消竞选资格。

## 竞选

### 最初的几个月

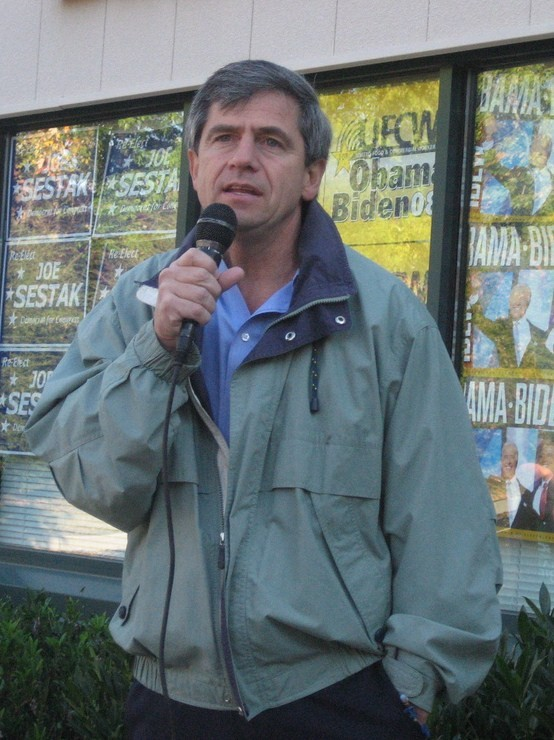
2008年10月，谢斯塔克出现在贝拉克·奥巴马的一次竞选活动现场

两位主要候选人都以雄厚资金启动竞选。谢斯塔克可以从房屋基金中拿出超过300万美元用于开始参议员竞选活动，并且他在2009年6月30日时又已筹得100万美元，竞选经费总额有约420万美元。对此他在接受采访时称，历史上其他任何挑战在任联邦参议员的竞争者都没有这么多的资金。但是，斯佩克特仍然遥遥领先，他在同年3月31日就已有670万美元竞选经费。谢斯塔克面临的另一个严峻挑战在于他的知名度不及对手，而且斯佩克特还拥有包括奥巴马和拜登在内众多知名民主党人的支持。斯佩克特在竞选的最初几个月里力图重建并加强自己的民主党基底，争取工会支持并多次发表演说，强调他同样支持许多民主党支持的立场，如经济刺激计划、医保改革、提高最低工资标准、保护堕胎权及支持干细胞研究等。2009年6月，他在匹兹堡向宾夕法尼亚州民主党委员会成员发表演说，称：“我再度成为民主党人，并对此感到高兴和自豪。”有评论家指出，谢斯塔克的参选会令斯佩克特对民主党的忠诚度受到考验，而且很可能会迫使他在参议院投票时采取更偏向自由主义的立场。
早在2009年8月4日（谢斯塔克正式宣布参选前），两位主要候选人就已开始严厉指责对方，《纽约时报》记者珍妮·洛伯（Janie Lorber）对此直接预示，这场竞争会成为明年中期选举期间偏向恶毒的竞选之一。谢斯塔克反复强调斯佩克特不是“真正的民主党人”，断定对方完全是出于自我保护而非原则角度变更党派。斯佩克特反唇相讥，指责谢斯塔克质疑自己对民主党的忠诚度属于“明目张胆的伪君子”行径，理由是谢斯塔克本来是无党派选民，直到2006年参选联邦众议员时才加入民主党。谢斯塔克对此表示，自己之前还在军队服役，只是想保持无党派立场，但斯佩克特声称，以这样的理由来避开党派归属根本站不住脚，因为谢斯塔克在1971至2005年的35次选举中只投了12次票，足以证明他对政治程序根本不感兴趣。谢斯塔克宣布正式参选次日，斯佩克特批评谢斯塔克不久前走访全州67个县之举是“由纳税人资助的州内自我推销之旅”。斯佩克特的竞选团队还指控谢斯塔克在联邦众议院玩忽职守，过去一年里就有100多次没有投票，斯佩克特声称，这样的出席率比宾夕法尼亚州其他任何国会议员都要低。对于后一项指控，谢斯塔克回应称自己没有参与的大部分投票都只是例行公事，还有些则是因为他在州内各地走访，或是他需要前去探视行将就木的父亲。谢斯塔克指控斯佩克特发起的是共和党式的负面作风竞选，靠攻击、指责对手来取胜，对此斯佩克特予以否认。

### 图米和奥巴马推波助澜

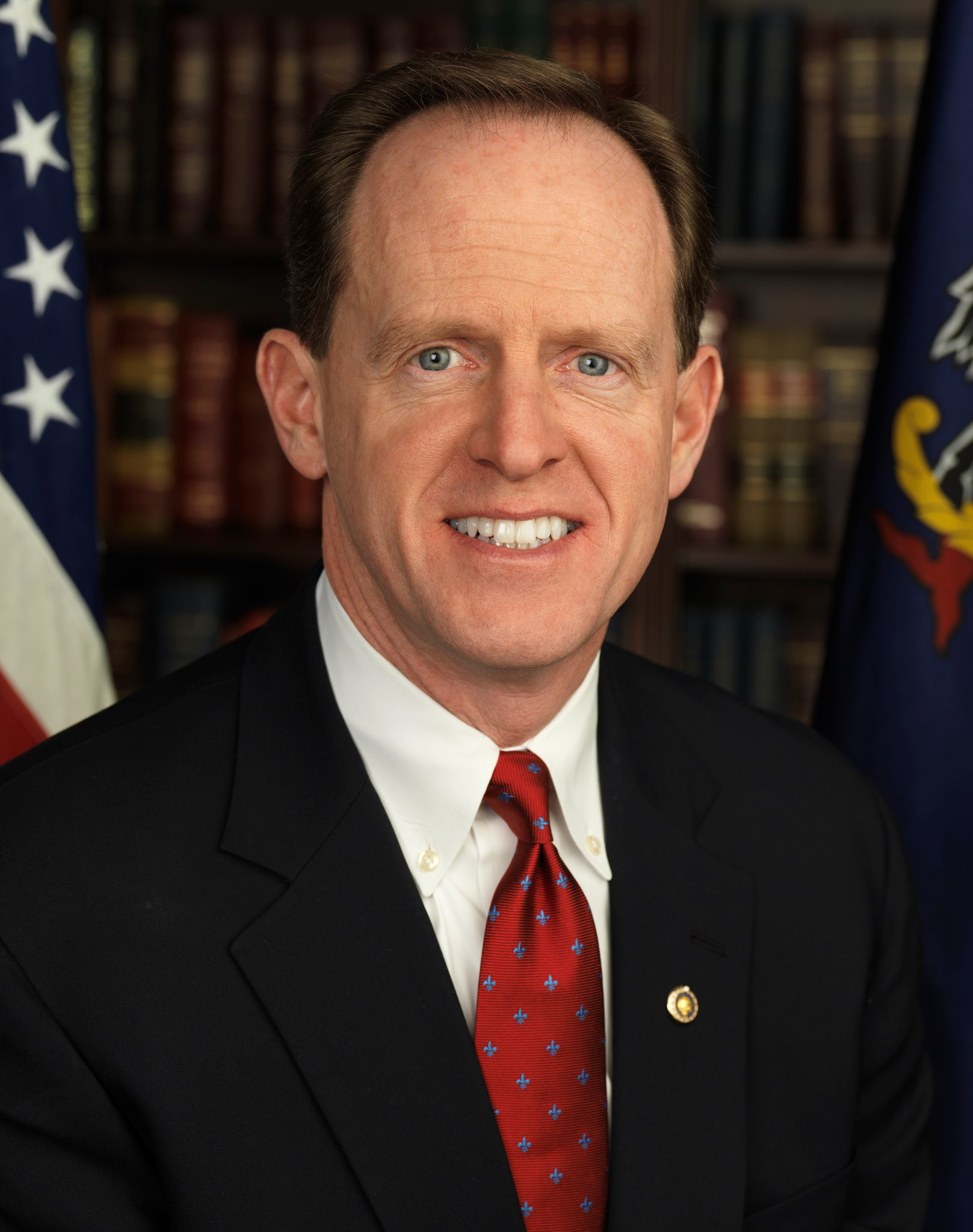
预期获得共和党提名的帕特·图米（图）与谢斯塔克一起召开非正式的联合市政厅会议，希望能降低斯佩克特的胜算。

8月14日，斯佩克特和谢斯塔克一起参加草根网民大会主办的专题讨论会，回答线上网民提出的问题，这些网民主要由自由主义和渐进主义博客作家及倡导者组成。多份媒体报道指出，斯佩克特所面对的问题更加棘手，许多人都质问他们如何能相信一个变更党派的候选人。有网民在提名时质疑，斯佩克特在近期投票中支持民主党立场之举不过是为了给初选造势，斯佩克特反驳称，他此前就支持《莉莉·莱德贝特公平薪酬法》和《儿童健康保险再授权法案》，以此证明他一直支持民主党的部分立场。谢斯塔克认为，有必要对领导层做出调整，担任美国海军上将的经历也给了他需要的经验。谢斯塔克还指出，斯佩克特曾于1993年同参议员鲍勃·多尔合作，否决比尔·克林顿总统的医保计划。部分网民询问，为什么斯佩克特之前的盟友查克·葛雷斯利参议员会宣称，奥巴马的医保计划将导致美国人民身陷“死亡小组”，斯佩克特对此表示葛雷斯利的说法是错误的，自己会就此事打电话给他进行交涉。这时有人在人群中高呼：“现在打给他！”斯佩克特于是同多位观众一起走到后台，当着他们的面给葛雷斯利的电话发了信息。网站发文称，从这段噱头来看，“斯佩克特如果没有赢得整场战役，也赢得了这一天的胜利”。但对出席活动的250名线上活动人士进行的民调结果却显示，谢斯塔克的支持票为46%，而斯佩克特则只有10%。
接下来，谢斯塔克和预计将获共和党提名的帕特·图米经过电邮交流过有关医保问题的看法后提议，两人一起召开非正式的联合市政厅会议，这次会议于9月2日在阿伦敦的穆伦堡学院举行。斯佩克特没有获邀参加，富兰克林·马歇尔学院民意调查专家特里·玛多纳（G. Terry Madonna）认为，这相当于谢斯塔克和图米达成的“非正式协定”，意在削弱他们共同的敌人，对此两人均予否认。多位评论员指出，图米会在这时候向谢斯塔克伸出援手，主要是因为他更希望在普选中面对谢斯塔克而非斯佩克特，因为斯佩克特可能会获得部分共和党和无党派选民的支持，摊薄图米的票数。奥巴马于9月出现在时长30秒的电视广告中，称赞斯佩克特对总统经济复苏举措的支持。富兰克林·马歇尔学院于9月进行的民调结果表明，斯佩克特的支持率保持在37%，遥遥领先于谢斯塔克的11%，但民调结果也显示，只有34%的受访者认为斯佩克特应当再度赢得连任，觉得理应有所变化的受访者则占54%。另外，有多达73%的受访者自认对谢斯塔克缺乏足够了解，无法给出确认性答复，民调专家玛多纳据此认为，这场竞选将更多地专注于斯佩克特的在职表现，而非围绕谢斯塔克或图米展开。

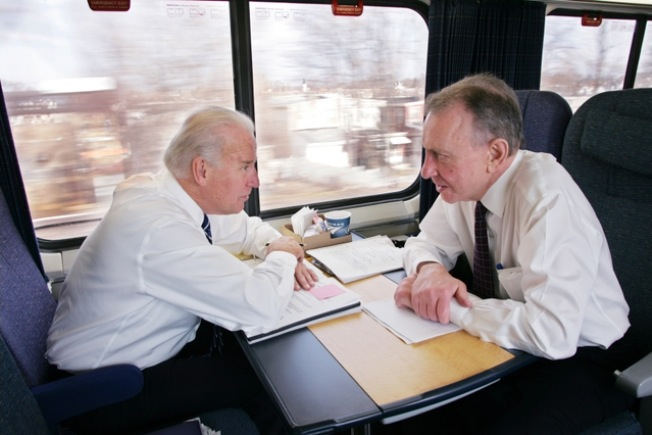
副总统乔·拜登和参议员阿伦·斯佩克斯（摄于2009年）。拜登和总统贝拉克·奥巴马都在初选期间极力支持斯佩克特。

9月15日，奥巴马出席斯佩克特在费城的一场筹款晚宴，从初选角度来说，总统公开宣布支持的时间异常之早，通常来说，总统这时完全可以保持中立，直到最终结果逐渐明朗后再表态。伦德尔州长表示，奥巴马和拜登之前都极力游说斯佩克特转投民主党，所以觉得有义务表态坚定支持他。费城市长迈克尔·纳特（Michael Nutter）和电台主持人迈克尔·斯默科尼斯（Michael Smerconish）同样表示支持斯佩克特。参议院多数党领袖瑞德也有异常之举，在他的安排下，晚宴当天参议院没有提案需要投票，这样斯佩克特和宾夕法尼亚州另一位参议员小鲍伯·凯西就都能出席筹款活动。此举引来共和党的批评，谢斯塔克也批评斯佩克特一方面没有履行参议员的职责，另一方面却又虚伪地指责谢斯塔克错过了联邦众议院的上百次投票。筹款活动预计会筹得约250万美元，由斯佩克特的竞选团队和民主党参议员竞选委员会分帐。晚宴过后，奥巴马和斯佩克特乘空军一号前往匹兹堡，到美国劳工联合会-产业工会联合会大会上向劳工维权人士演说。斯佩克特在会上向观众承诺会支持《雇员自由选择法案》，该法案可以降低组建工会的难度，斯佩克特身为共和党人期间曾反对这项法案。

### 斯佩克特保持领先
进入10月后，斯佩克特仍然对谢斯塔克担任众议员期间错过的投票数量咬住不放，称过去一年里谢斯塔克共有122次投票缺席，占投票总次数的近17%，而斯佩克特自己则只缺席4次。斯佩克特还在给谢斯塔克的信中建议对方退出竞选，开始更多地参与投票，或是干脆从众议院辞职，“别再做纳税人的负担。”与此同时，谢斯塔克开通网站“真实的斯佩克特”，强调斯佩克特的右倾投票纪录，以及担任共和党参议员29年来结成的同盟。从这个月昆尼皮亚克大学的民意调查结果来看，斯佩克特仍然保持大幅领先，支持率超过谢斯塔克19个百分点。但谢斯塔克指出，7月时他还落后斯佩克特多达32个百分点，这次民调证明竞争正在朝有利于他的方向转变。同月，多份报道表明图米的支持率也在逐渐提升，其中一次明调结果显示他还超过了斯佩克特，有43%的受访者表示会投票支持图米，支持斯佩克特的则为42%。报道中认为，这部分是因为谢斯塔克的挑战和奥巴马认可率的下降，7月时，总统的执政认可度达56%，但到了10月已跌至49%。
10月14日，斯佩克特宣布他在之前3个月里筹得了180万美元，这样他的竞选经费总额就有约870万美元。参议员表示，这其中有相当一部分得益于9月15日奥巴马主持的筹款活动。与之相比，谢斯塔克在这3个月只筹得75万8000美元，比之前1季度还少了约25万美元，竞选经费总额约470万美元。谢斯塔克继续努力克服欠缺知名度的问题，他极少拒绝采访要求，要求手下工作每周工作6天，每天12小时。在这样的情况下，他的竞选班底也频繁换血，新闻发言人换了约6个，幕僚长也换了好几个。谢斯塔克还呼吁斯佩克特参与6场辩论，每场的媒体市场都是宾夕法尼亚州，但斯佩克特只同意参加其中1场，因为他还是共和党人时也只参与1场辩论。12月7日，马萨诸塞州联邦众议员巴尼·弗兰克公开表态支持谢斯塔克，称他很欣赏谢斯塔克在经济和军事问题上发挥的领导作用，以及反对捍卫婚姻法案和军方不问，不说政策的立场。这份支持对谢斯塔克尤足珍贵，因为这是首次有国会要员突破民主党内部约定，选择公开支持他而不是斯佩克特。对于斯佩克特调换党派之举，弗兰克称：“我得说，要是谁通过变更党派来求生存，我觉得这对我们的职业没有任何好处”。
2010年1月进行的民调显示支持图米的选民增多，愿意投票支持他的选民已比斯佩克特多9%，比谢斯塔克则多8%。但从民主党初选民调来看，斯佩克特仍然大幅领先，这时的幅度还有21个百分点。部分政治分析人士相信，图米的支持率超过斯佩克特可能是因为选民对医保法案仍在国会悬而未决日益感到不满，对民主党候选人的信任度降低。不过，也有部分民主党领导人认为，谢斯塔克挑战斯佩克特不但会对后者产生不利影响，还会降低民主党最终赢得普选的希望。这种感觉还随着共和党在全美范围内获得的支持越来越多而增强，特别是以茶党为后盾的共和党人斯科特·布朗意外赢得通常属民主党地盘的马萨诸塞州联邦参议员席位之后。斯佩克特在接受《纽约时报》采访时承认，全美范围内的政治氛围有可能对他不利，但他坚称自己不会气妥，也完全有能力生存下来。

### 竞争渐趋激烈
2010年2月，初选竞选渐趋激烈。2月5日，两位主要候选人首次进行当面辩论，用30分钟的时间极力批评对方。谢斯塔克指称斯佩克特是失败的共和党政客，斯佩克特则指责对方的主要关注点不是对政策展开辩论，而是批评对手。谢斯塔克继续攻击对方更换党派之举，他反问：“恕我直言，难道民主党最好的选择就是个已经在另一边干了50个年头，为总统布什投了2000票的家伙？”斯佩克特也再次翻出谢斯塔克在国会中的投票纪录，称对方错过的投票次数是如此众多，要是在之前的海军，这完全可以视为开小差而送上军事法庭。谢斯塔克批评斯佩克特支持伊拉克战争，斯佩克特还以颜色，谴责谢斯塔克支持奥巴马向阿富汗战争增兵的提议，斯佩克特当年对此投了反对票。2月6日，宾夕法尼亚州民主党委员会经投票公开表态支持斯佩克特，谢斯塔克只得到72票支持，而在任参议员则有229票，支持率达77%。谢斯塔克批评委员会的这一决定，称委员会此举令他独立于首都主流政治圈以外的地位更加巩固。多份媒体报道认为，这次投票结果表明斯佩克特已经说服宾夕法尼亚州大部分民主党要员，他并不仅仅是个跨越党派界限的政客。
2月下旬，斯佩克特指控谢斯塔克没有公正对待下属，而且担任联邦众议员期间付给雇员的薪资数额太低，没有达到宾夕法尼亚州和联邦的最低工资标准。斯佩克特援引联邦选举委员会的报告为证，声称谢斯塔克的16位下属中有10位收入还没有达到最低工资标准，而且短少数额巨大，甚至有资格申请食品卷补助。斯佩克特还指出，谢斯塔克的下属中收入最高的3个都是他的家人，例如他的兄弟理查德·谢斯塔克（Richard Sestak）就在担任竞选经理。斯佩克特的支持者··鲁尼致信谢斯塔克，对这起可能违反最低工资法的事件表示关注，信中写道：“我们的旗手支付给职工的薪资却没有达到最低工资标准，这在我看来实在不可思议”。谢斯塔克对此回应，他的下属的确可以在别处赚到更多的钱，但是“他们选择努力工作并做出某些牺牲，因为他们知道，选出秉持共同理念的人进入联邦参议院是多么重要”。

### 斯佩克特势头不减
时间进入3月，斯佩克特势头依然不减，民调结果显示他不但领先初选对手24个百分点之多，而且还在普选支持率中重回领先位置，以49%的预计得票率大幅超越42%的图米。多位民调专家指出，斯佩克特的这一优势很大程度上源自他的较高的知名度，谢斯塔克和图米这时与他相比都还鲜为人知。昆尼皮亚克大学民意调查中心副主任彼得·布朗（Peter Brown）表示：“没有任何证据表明，他的主要对手乔·谢斯塔克众议员已经取得很大进展，因为我们距5月的初选已经只剩3个月时间。”但《时代》周刊撰稿人卡伦·图穆提（Karen Tumulty）指出，虽然谢斯塔克的表现尚未达到预期，但这次民调也凸显出斯佩克特的一些弱点。比如超过一半的受访宾夕法尼亚州选民觉得他不应该再获连任，而且在所有对两位候选人都有一定了解、足够做出判断的民主党人中，谢斯塔克的支持率达54%，超过斯佩克特的37%。3月16日，伦德尔州长重申他对斯佩克特的支持，并表示：“在我看来，他（指谢斯塔克）没有赢的可能”。

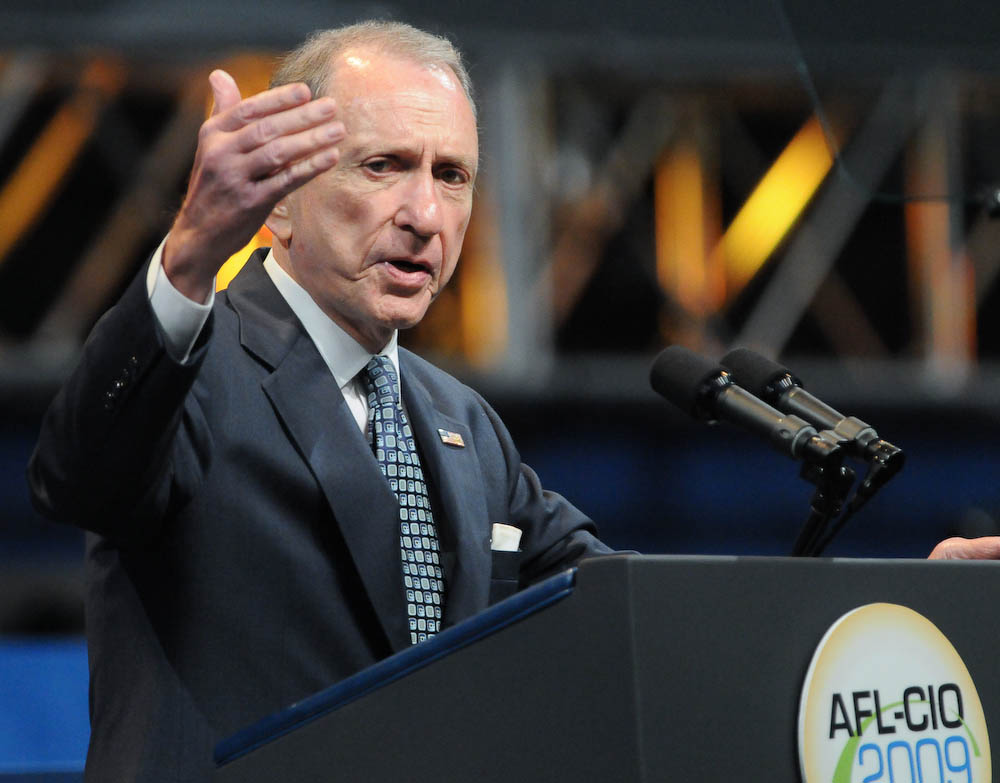
阿伦·斯佩克特向美国劳工联合会-产业工会联合会演说，该组织于2010年3月30日公开表态支持斯佩克特。

3月30日，美国劳工联合会-产业工会联合会公开表态支持斯佩克特，媒体报道认为，这也是整个初选中最有份量的公开支持。参议员这时已经赢得多个劳工组织的公开支持，包括宾夕法尼亚州教育协会和服务业雇员国际工会宾夕法尼亚州分会，其中单州教育协会就有20万名教师。美国劳工联合会-产业工会联合会的代表指出，斯佩克特对奥巴马总统经济刺激方案的支持是他们这一决定的重要原因。谢斯塔克批评联合会的这一决定，指出他在联合会的评分为满分（100%），而斯佩克特只有61%。他还批评参议员曾支持总统乔治·沃克·布什的经济政策，称“宾夕法尼亚州的职工需要的是在他们有需求时能够指望的参议员，而不只是个在选举期间需要他们的人。”《费城询问报》的托马斯·菲茨杰拉德（Thomas Fitzgerald）指出，这一公开支持足以证明，斯佩克特离开共和党不到一年后，就已经非常顺利地完成向民主党人的过渡。
4月11日，谢斯塔克和图米在费城举行辩论，斯佩克特没有到场，多位媒体观察员认为，这次辩论是对斯佩克特拒绝再同谢斯塔克辩论的明确批评。辩论期间，谢斯塔克对图米的投票纪录发起猛攻，《晨间呼叫报》（The Morning Call）记者科尔比·艾特科维兹（Colby Itkowitz）认为，这显然是为了向民主党人证明，他完全可以在普选中守住阵地。辩论结束时，图米向谢斯塔克表示敬意，是条比斯佩克特更有原则的好汉，并批评斯佩克特不愿参加更多辩论。4月15日，几位候选人都公开发布季度竞选财政报告，结果表明图米在2010年前3个月筹得的资金比两位民主党候选人都多，在原本410万美元竞选经费的基础上新增230万美元，相比之下，已经有910万美元的斯佩克特则筹得110万美元。政治分析人士认为，这主要是因为全美范围内的政治风向都在朝有利于共和党的方向转变，而且这种情况有可能预示共和党会在许多州的联邦参议员竞选中取胜，宾夕法尼亚州也不例外。谢斯塔克在这3个月只筹得44万2000美元，不及上一季度，斯佩克特的竞选团体据此宣称，民主党的捐助者不接受谢斯塔克作为候选人。斯佩克特的资金优势非常显著，这也让他可以更早发起政治竞选广告战。

### 电视广告战
从4月开始，斯佩克特和谢斯塔克发起对两人都至关重要的电视广告战。谢斯塔克把自己500万竞选经费中的大部分都省下来，集中在竞选最后1个月购买电视广告。他推出时长60秒的广告，突出展示自己的海军生涯，并称女儿患上脑癌后幸存下来这一经历是自己决定从政的重要原因。广告中没有提及斯佩克特的名字，但有多处有关他的暗示，如谢斯塔克在广告中的台词“有太多政治家主要关注的是保住自己的工作，而不是帮助他人”，以及“如果真的希望华盛顿有所变化，我们就不能继续把同一批职业政客送去那里作为我们的代表”。斯佩克特也推出多个广告，其中大部分都是围绕他促进就业增长的方案展开。不过，其中也有1份广告完全是在攻击谢斯塔克，其中不但再度强调对方的国会投票缺席率，给谢斯塔克贴上“不在的乔”（No Show Joe）这么个标签，还针对他的从军经历发起进攻。广告中称，谢斯塔克是因为“导致海军中的指挥工作氛围变得非常恶劣而被解职”，意指2005年时谢斯塔克从五角大楼的高级规划职位下调到显著度降低的位置，此事导致他的海军生涯很快结束。
《海军时报》（Navy Times）曾在报道中称，谢斯塔克是因强迫下属持续工作，时间长到不合情理的程度而被调职，但谢斯塔克辩称，这次调动实际上是因为新任指挥官迈克尔·马伦上将想要任命自己人出任他的职位。谢斯塔克要求斯佩克特停止播出该广告，指控参议员采用“共和党式”的负面作风竞选，靠攻击、指责对手来取胜，还把这些手段同2004年总统大选期间参议员约翰·克里遭遇越战快艇老兵寻求真相（Swift Vets and POWs for Truth）组织的抹黑相提并论。谢斯塔克在声明中称：“是时候告诉阿伦·斯佩克特：民主党人不搞快艇攻击，我们比搞这类手段的人好得多”。多名退伍军人响应谢斯塔克的号召来到费城，要求斯佩克特撤掉这份广告，美国空军退役中将罗伯特·E·凯利（Robert E. Kelley）宣称：“我们齐聚于此，因为我们对如今的美国还会有人质疑已经服役30年的（军人）感到愤怒。”斯佩克特的竞选团队表示，广告的内容准确无误，他们不会撤下来，还要求谢斯塔克撤掉自己的广告，声称其中使用了军方图片、信息和专业术语，但又未以免责声明澄清这些内容并未获得国防部认可，违反国防部相关方针。

### 最后几周，谢斯塔克差距缩小
5月1日，谢斯塔克和斯佩克特的唯一一场电视辩论在福克斯电视网费城分站举行，两人都猛烈抨击对方的人格和诚信度。整场辩论时长1小时，但双方在正式辩论前就已开始争执，谢斯塔克当时反对斯佩克特使用笔记，称辩论规则规定不能使用。辩论的组织者之后裁定允许使用笔记。斯佩克特声称，对手的竞选广告中指控他在谢斯塔克的国会纪录上撒了谎，“还从来没有人说我是个骗子”，要求对方道歉，但谢斯塔克对此没有回应。斯佩克特还反复要求谢斯塔克公开自己的从军纪录，后者同样拒绝回应。谢斯塔克指控斯佩克特采用和乔治·沃克·布什前顾问卡尔·罗夫（Karl Rove）同样的共和党风格战术，称斯佩克特的攻击不过是掩盖他支持布什失败经济政策的手段。斯佩克特称，谢斯塔克的整个竞选大部分都是以其的军事背景为基础，因此对谢斯塔克的海军纪录提出质疑完全是正当的，他还称，这些纪录可以证明谢斯塔克在工作和与他人相处方面的能力，他在电视上说出的所有漂亮话也都是以此为基础。斯佩克特指责谢斯塔克支持向阿富汗增兵，谢斯塔克则指出，斯佩克特曾于20世纪90年代在攻击性武器禁令上投反对票。《费城询问报》指出，这场辩论中的争论和民主党参议员初选进入最后冲刺阶段的斗争激烈程度不相上下。

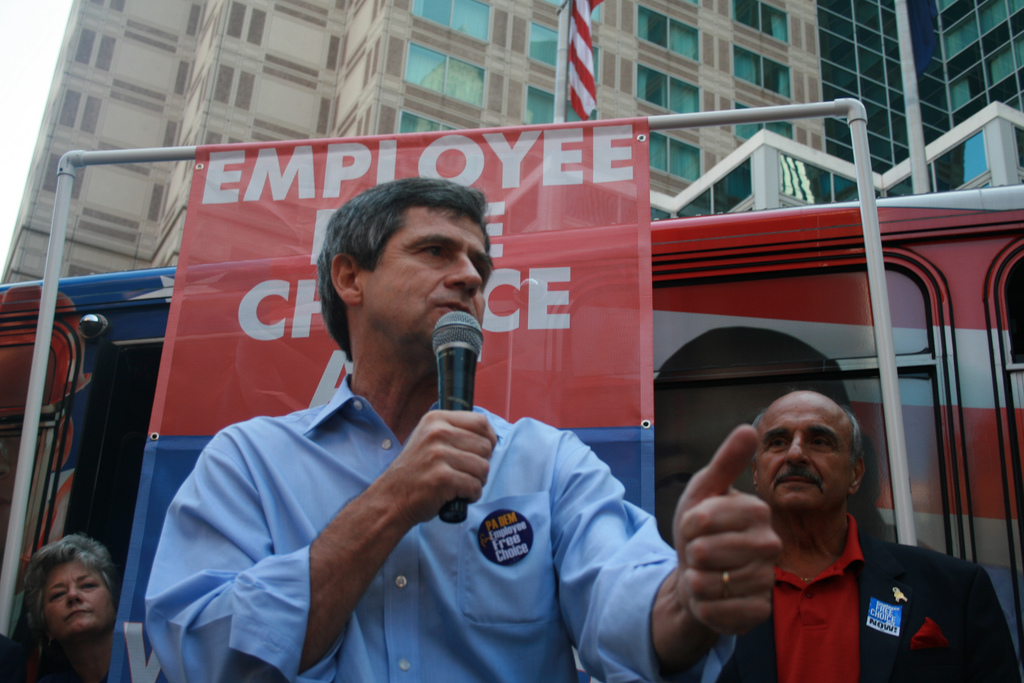
初选竞选期间的大部分时间里，乔·谢斯塔克（图）都被阿伦·斯佩克特远远抛在身后，但到了最后几周，两人的差距明显缩小。

距初选投票还剩两周时，昆尼皮亚克大学于5月4日发布的民意调查结果显示，斯佩克特的领先幅度已大幅缩小，从1个月前的53%比32%缩至49%比39%。穆伦堡学院每天进行的追踪民调显示的两者差距更小，受访者中表示支持斯佩克特的占46%，支持谢斯塔克的则已升至42%，仅相差4个百分点。昆尼皮亚克大学的民调数据表明，对结果改变最大的因素在于谢斯塔克通过电视广告提升了知名度，有43%的受访者对他有好感，这个数字在3月时还只有33%。民调结果公布次日，谢斯塔克又推出强烈批评斯佩克特的新电视广告，其中强调在任参议员身为共和党人的过去，展示他和乔治·沃克·布什及共和党副总统候选人莎拉·佩林在一起的照片。广告中还包含斯佩克特说出“变更党派可以让我取得连任”的片段，最后是这么一句旁白：“阿伦·斯佩克特更换党派来保住工作：他的工作，而不是你们的工作。”··鲁尼在该广告播出的同一周接受《政客》（Politico）采访时称，谢斯塔克赢得初选将对普选中的民主党带来“灾难性”后果，他还告诫民主党选民：“如果我们想把议席留在民主党手上，阿伦·斯佩克特是唯一能够做到这点的人选”。
初选前的最后几周里，斯佩克特还获得了多位知名人士的公开表态支持。参议员约翰·克里曾在2006年支持谢斯塔克竞选联邦众议员，但在这里参议员初选中他选择支持斯佩克特，称他是“勇士和朋友，我对能为他的人格担保感到自豪”。《费城询问报》称谢斯塔克是“值得尊敬的对手”，称赞他的决心让这场竞争变得特别激烈，但该报最终选择支持斯佩克特，认为其总体职业生涯“对民主党来说是不错的选择”。《匹兹堡邮报》同样表态支持斯佩克特，理由是他更有希望在普选中战胜图米。《匹兹堡论坛评论报》（Pittsburgh Tribune-Review）则表示支持谢斯塔克，称他“聪慧得不可思议，而且深思熟虑”，同时谴责变更党派的斯佩克特是只顾自身利益的“政治臭鼬”。身患帕金森氏症的男演员迈克尔·J·福克斯现身电视广告，感谢斯佩克特对干细胞研究的长期支持。福克斯表示：“在与疾病的斗争中，你可以惶然四顾，也可以勇往直前。阿伦·斯佩克特便是勇往直前。”奥巴马总统向组织美国的支持者发送电邮，鼓励他们投票支持斯佩克特。不过，一直表示支持斯佩克特的奥巴马并没有在竞选最后几天飞抵宾夕法尼亚州为在任参议员摇旗呐喊。
竞选进入最后1周后，民调显示两人的争夺已胜负难分，不同的调查报告之间相互矛盾，有些认为斯佩克特小幅领先，有些则相反。昆尼皮亚克大学的民调显示斯佩克特以44%领先42%的对手，另外14的受访者尚未决定；富兰克林·马歇尔大学的民调则表明谢斯塔克以38%反超36%的斯佩克特，但还有约四分之一的受访者没有做决定。从这两次民调来看，各方领先幅度都没有超过调查的误差范围。特里·玛多纳表示，谢斯塔克支持率的提高主要是因为他的电视广告在3个方面引起观众共鸣：斯佩克特纯粹出于政治目的而变更党派，还长期投票支持共和党政策，并且担任参议员的时间太长了。

## 民调
| 民调来源              | 调查日期              | 斯佩克特 | 谢斯塔克 |
| --------------------- | --------------------- | -------- | -------- |
| 昆尼皮亚克大学        | 2010年5月16日         | 41%      | 42%      |
| 穆伦堡学院/晨间呼叫报 | 2010年5月16日         | 44%      | 44%      |
| 穆伦堡学院/晨间呼叫报 | 2010年5月15日         | 44%      | 43%      |
| 每日科斯/研究二零零零 | 2010年5月14日         | 43%      | 45%      |
| 穆伦堡学院/晨间呼叫报 | 2010年5月14日         | 45%      | 43%      |
| 萨福克大学            | 2010年5月13日         | 40%      | 49%      |
| 穆伦堡学院/晨间呼叫报 | 2010年5月13日         | 44%      | 44%      |
| 富兰克林·马歇尔学院   | 2010年5月12日         | 36%      | 38%      |
| 昆尼皮亚克大学        | 2010年5月12日         | 44%      | 42%      |
| 穆伦堡学院/晨间呼叫报 | 2010年5月12日         | 45%      | 45%      |
| 穆伦堡学院/晨间呼叫报 | 2010年5月11日         | 43%      | 47%      |
| 穆伦堡学院/晨间呼叫报 | 2010年5月10日         | 42%      | 47%      |
| 拉斯穆森报告          | 2010年5月10日         | 42%      | 47%      |
| 穆伦堡学院/晨间呼叫报 | 2010年5月9日          | 42%      | 46%      |
| 穆伦堡学院/晨间呼叫报 | 2010年5月8日          | 42%      | 44%      |
| 穆伦堡学院/晨间呼叫报 | 2010年5月7日          | 43%      | 43%      |
| 昆尼皮亚克大学        | 2010年4月28日至5月2日 | 47%      | 39%      |
| 穆伦堡学院/晨间呼叫报 | 2010年5月2日          | 48%      | 42%      |
| 拉斯穆森报告          | 2010年4月13日         | 44%      | 42%      |
| 昆尼皮亚克大学        | 2010年3月31日至4月5日 | 53%      | 32%      |
| 拉斯穆森报告          | 2010年3月15日         | 48%      | 37%      |
| 昆尼皮亚克大学        | 2010年2月22至28日     | 53%      | 29%      |
| 拉斯穆森报告          | 2010年2月8日          | 51%      | 36%      |
| 拉斯穆森报告          | 2010年1月18日         | 53%      | 32%      |
| 昆尼皮亚克大学        | 2009年12月8日         | 53%      | 30%      |
| 拉斯穆森报告          | 2009年12月8日         | 48%      | 35%      |
| 拉斯穆森报告          | 2009年10月13日        | 46%      | 42%      |
| 昆尼皮亚克大学        | 2009年9月28日         | 44%      | 25%      |
| 拉斯穆森报告          | 2009年8月11日         | 47%      | 34%      |
| 昆尼皮亚克大学        | 2009年7月19日         | 55%      | 23%      |
| 富兰克林·马歇尔学院   | 2009年6月25日         | 33%      | 13%      |
| 拉斯穆森报告          | 2009年6月17日         | 51%      | 32%      |
| 共和党内部民意调查    | 2009年5月3日          | 62%      | 24%      |

## 选举结果
| 党派 | 党派   | 候选人                | 得票数    | 百分比 |
| ---- | ------ | --------------------- | --------- | ------ |
|      | 民主党 | 乔·谢斯塔克           | 568,563   | 53.8   |
|      | 民主党 | 阿伦·斯佩克特（在任） | 487,217   | 46.2   |
| 合计 | 合计   | 合计                  | 1,047,335 | 100    |

谢斯塔克在5月18日的初选中以53.8%的得票率获胜，一共得到56万8563票，斯佩克特则为48万7217票，占选票总数的46.2%。这一结果也给斯佩克特近30年的联邦参议员生涯划上句点，比宾夕法尼亚州历史上其他任何联邦参议员的在职时间都要长。谢斯塔克随后宣布：“民主就应该是这样：由人民战胜固有机制。对于希望变革的人们来说，这一结果毫不意外。”斯佩克特承认败选并表示：“能够为宾夕法尼亚州人民效劳是莫大的荣幸。能够进入联邦参议院（也）是莫大的荣幸。”多位评论员指出，这次选举结果标志着选民对两个主要政党的既有机制都不满意，还表明在这个政治时代，政界要人的支持对选民影响不大。奥巴马在这轮竞选期间极力并公开支持斯佩克特，因此有评论认为谢斯塔克的胜利多少会令总统有些难堪。多家新闻媒体认为，谢斯塔克在电视广告中谴责斯佩克特的投机主义行径和虚伪成效显著，有可能是他最终获胜的主要原因。《华盛顿邮报》称，斯佩克特担任参议员时间之长，以及他变更党派之举，令宾夕法尼亚州的这场初选比2010年的其它任何初选关注度都要高。
谢斯塔克虽然取得民主党的提名，但是在参议院选举中输给共和党候选人图米，谢斯塔克以49%对51%落败，落后80,229票。。

## 克林顿向谢斯塔克提出的工作邀约
2010年2月，谢斯塔克在接受电视采访时称，有人以奥巴马政府内的官职为筹码，要求他退出竞选。这个月18日，谢斯塔克参加费城地区地方新闻节目《拉里·凯恩：理性的声音》（Larry Kane: Voice of Reason）的录制，主持人拉里·凯恩（Larry Kane）询问是否的确有人提出这种交易，谢斯塔克给出肯定答复，但除了说明这是个比较高阶的职务外没有其它详细解释，也没有说明自己不打算接受。他在接下来多次面对媒体质询时都坚持原有说法，例如在接受《华盛顿邮报》采访时表示：“他们已经试图通过一些间接手段表示，如果我愿意退出，他们会以某些东西为交换。”之后他又在福克斯新闻频道上称：“昨天有人直截了当地问我，我也诚实地回答了。这里面没有别的什么隐情，我现在已经加入竞争。”接下来的1个月里，白宫方面一直没有回答多家媒体有关谢斯塔克的说法是否属实的提问。3月16日，白宫新闻发言人罗伯特·吉布斯表示他已对此事进行了解，结论是白宫方面同谢斯塔克之间有过的对话都“不会构成问题”。
3月，联邦众议员、众议院监督和政府改革委员会成员达雷尔·伊萨致信白宫律师罗伯特·鲍尔（Robert Bauer），信中称如果谢斯塔克的说法属实，奥巴马政府有可能已经违反联邦法规，根据该法规，政府雇员利用手中职权干预选举属于非法行为。谢斯塔克在5月18日的初选中击败斯佩克特后，这一事件再度引起关注。参议院司法委员会的7名共和党议员致信司法部长埃里克·霍尔德，要求对此事涉及的法律问题进行审查。在此期间，谢斯塔克仍然坚称事件属实，但也表示事件并不是多么严重，并为奥巴马的品格辩护。5月28日，白宫正式回应指控，承认白宫新闻办公厅主任拉姆·伊曼纽尔邀请前总统比尔·克林顿向谢斯塔克提出交易，只要他退出竞选，就可以进入总统顾问委员会任职或出任另一行政职务。如果谢斯塔克接受，那么他不但可以继续担任众议员，还可以在白宫任职，只是后一份职务没有薪金。
鲍尔声称，并没有奥巴马政府以内的任何人员直接同谢斯塔克提及这笔交易，所以也就不存在任何不当、非法或不道德的行为。但国会中的共和党议员有不同看法，他们认为这起事件同奥巴马竞选总统期间有关道德操守和政府透明度的承诺相抵触。伊萨甚至认为这起事件堪称“奥巴马的水门事件”，足以启动弹劾程序。尽管如此，事件还是在初选竞选期间逐渐淡出人们的视野，包括政府开销和经济在内的其它多个话题相应接手。2010年中期选举结束后，共和党夺得联邦众议院的主控权，伊萨也成为众议院监督和政府改革委员会主席。有报道预测，由于伊萨之前曾严厉指责这起交易，因此他很可能会在这时对事件发起正式调查。但是，伊萨实际上却于11月5日宣布他不会发起调查。部分政界及传媒界人士称，向谢斯塔克提出这一工作邀约即便没有违法，也是令人厌恶的行径，只不过对于任何层级的政客来说，这种交易都很平常。《华盛顿邮报》的克里斯·西里扎（Chris Cillizza）认为，白宫对媒体反应处理失当，导致事件看起来沦为丑闻；《芝加哥论坛报》的约翰·卡斯（John Kass）则在报道中写道：“向野心勃勃的年轻政客提供职位邀约，以求保护奴颜婢膝的孱弱老者，这早已不是什么新鲜事。总统们干过，州长们干过，大城市的市长们也都清楚地知道应该怎么干”。